# Nettleton (Mississippi)
Nettleton város az Amerikai Egyesült Államok Mississippi államában, Lee és Monroe megyében. Lakosainak száma 1935 fő (2020. április 1.).

## Népesség
A település népességének változása:

| 2010 | 1 992 |
| 2020 | 1 935 |